# Eragrostis thollonii
Eragrostis thollonii là một loài thực vật có hoa trong họ Hòa thảo. Loài này được Franch. mô tả khoa học đầu tiên năm 1893.